# Giuseppe Mazzini
Giuseppe Mazzini  (Génova, 22 de junio de 1805-Pisa, 10 de marzo de 1872), apodado El Alma de Italia, fue un político, periodista y activista italiano que bregó por la integración nacional italiana. Tuvo un destacado papel en el proceso de formación y unificación de la Italia independiente moderna a partir de los numerosos estados (muchos dominados por potencias extranjeras) que existieron hasta el siglo xix. También contribuyó a definir el movimiento europeo en pro de una democracia popular en un Estado republicano. En este sentido escribió Italia republicana y unitaria (1831) y Una nación libre (1851).  

## Biografía

### Sus comienzos
Nació en Génova, mientras la misma formaba parte de la República de Liguria, bajo el gobierno del Imperio francés. Su padre fue Giacomo Mazzini, médico y profesor de Anatomía, natural de Chiavari y personaje activo en la política que adhería a una ideología jacobina; y su madre, María Drago, una mujer de gran belleza, de viva inteligencia y fervor jansenista. Desde muy joven, Mazzini mostró excelentes cualidades como estudiante, además de un interés precoz por la política y la literatura; así, en 1820 —con tan solo 14 años—, fue admitido en la Universidad de Génova, donde se graduó en Leyes en 1826, para ejercer inicialmente como «abogado de indigentes». El 6 de abril de 1827 obtuvo un grado in utroque jure.
Mazzini aspiraba a convertirse en un novelista histórico o un dramaturgo, a la vez que escribió su primer ensayo Dell'amor patrio di Dante (Sobre el amor patriótico de Dante), publicado en 1837. Entre 1828 y 1829 colaboró con el periódico genovés L'Indicatore Genovese, el cual fue pronto clausurado por las autoridades piamontesas. Entonces se convirtió en uno de los autores principales del L'Indicatore Livornese, publicado en Livorno por Francesco Domenico Guerrazzi, hasta que este periódico también fue abortado.
En 1831 se trasladó a la Toscana, donde se hizo miembro de los carbonarios, una asociación secreta con fines políticos. Su actividad revolucionaria pronto le causó problemas con la Justicia. El 31 de octubre de ese año fue arrestado en Génova e internado en Savona. Durante su tiempo en prisión, desarrolló los principios de un nuevo movimiento patriótico, cuyo objetivo era reemplazar al fracasado de los carbonarios. Aunque fue liberado a comienzos de 1832, eligió el exilio, en vez de permanecer recluido en la pequeña morada donde la Policía le obliga a vivir, y se marchó a Ginebra, Suiza.

### Insurrecciones fracasadas

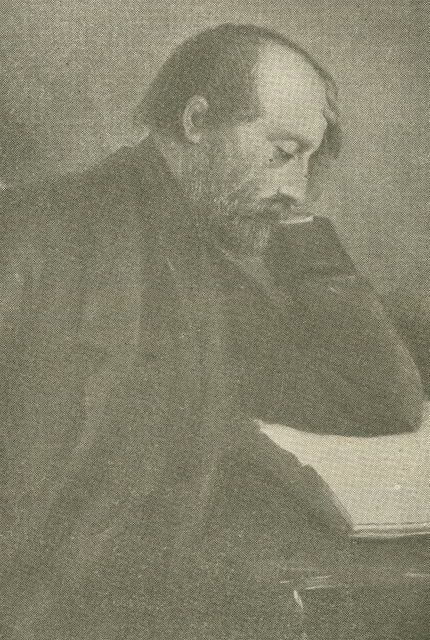
Giuseppe Mazzini.

En 1832 fue a Marsella, donde llegó a ser una figura popular entre los otros exiliados italianos. Vivió en el departamento de Giuditta Bellerio Sidoli, una hermosa viuda natural de Módena que se convertiría en su amante. En Marsella organizó una nueva sociedad política secreta para promover la unificación: la Joven Italia (Giovine Italia). Mazzini creía que un levantamiento popular permitiría crear una Italia unificada y desencadenaría un movimiento revolucionario por toda Europa. El lema de la sociedad era «Dios y el Pueblo», y su principio básico era la unión de los diversos estados y reinos de la península en una única república como único medio para lograr la libertad italiana. La nueva nación debía ser «una única República, independiente y libre». 
El activismo político propugnado por Mazzini tuvo algunos éxitos en Toscana, Abruzzi, Sicilia, Piamonte y su Liguria nativa, especialmente entre algunos oficiales del Ejército. Hacia 1833, la Joven Italia tenía cerca de 60 000 adherentes, con ramas en Génova y otras ciudades.[cita requerida] Ese año, Mazzini lanzó su primer intento de insurrección, el cual cubre desde Chambéry (en esa época parte del Reino de Cerdeña), Alessandria, Turín y Génova. Sin embargo, el Gobierno de Saboya descubrió el complot antes de que comenzara y numerosos revolucionarios (incluso Vincenzo Gioberti) fueron arrestados. La represión fue brutal:[cita requerida] doce participantes fueron ejecutados, mientras que Jacopo Ruffini, el mejor amigo de Mazzini y director de la sección Génova de la Joven Italia, se suicidó. Mazzini fue juzgado en ausencia y sentenciado a muerte.
A pesar de este fracaso (por cuyas víctimas Mazzini se vio atormentado con dudas),[cita requerida] Mazzini organizó otro levantamiento al año siguiente. Un grupo de exiliados debía entrar en el Piamonte desde Suiza y propagar la revolución desde ese sitio, en tanto que Giuseppe Garibaldi, quien se había unido recientemente a la Joven Italia, haría lo mismo en Génova. No obstante, este nuevo intento fue fácilmente sofocado por las tropas de Piamonte.

In the Spring of 1834, while at Berne, Mazzini and a dozen refugees from Italy, Poland and Germany founded a new association with the grandiose name of Young Europe. Its basic and equally grandiose idea was that, as the French Revolution of 1789 had enlarged the concept of individual liberty, another revolution would now be needed for national liberty; and his vision went further because he hoped that in the no doubt distant future free nations might combine to form a loosely federal Europe with some kind of elected assembly to regulate their common interests. […] His intention was nothing less than to overturn the European settlement agreed in 1815 by the Congress of Vienna, which had reestablished an oppressive hegemony of a few great powers and blocked the emergence of smaller nations. [...]
Mazzini hoped, but without much confidence, that his vision of a league or society of independent nations would be realised in his own lifetime. In practice, Young Europe lacked the money and popular support for more than a short-term existence. Nevertheless he always remained faithful to the ideal of a united continent for which the creation of individual nations would be an indispensable preliminary.
En la primavera de 1834, mientras se encontraba en Berna, Mazzini y una docena de refugiados de Italia, Polonia y Alemania fundaron una nueva asociación con el nombre grandioso de Joven Europa. Su idea básica e igualmente grandiosa era que, así como la Revolución francesa de 1789 había expandido el concepto de libertad individual, ahora se necesitaría otra revolución para conseguir la libertad nacional; y su visión iba aún más allá, porque tenía la esperanza de que en el futuro sin duda lejano las naciones libres se asociarían formando alguna forma de una especie de Europa federal para regular sus intereses comunes. [...] Su intención no era otra que modificar el orden de Europa que había sido acordado en 1815 por el Congreso de Viena, que había restablecido una hegemonía opresora de unas pocas potencias y bloqueado la emergencia de naciones más pequeñas. [...]
Mazzini esperaba, aunque sin demasiado convencimiento, que durante su vida pudiera ver concretada su visión de una asociación naciones independientes. En la práctica, la Joven Europa no poseía ni fondos monetarios ni apoyo popular que le garantizaran más que una breve existencia. Aun así, él siempre permaneció fiel a un ideal de un continente unido para el cual la creación de naciones individuales era un paso preliminar indispensable.
—Mack Smith (1994, pp. 11-12).

El 28 de mayo de 1834, Mazzini fue arrestado en Soleura y exiliado de Suiza. Se dirigió a París, donde fue nuevamente detenido el 5 de julio; fue liberado luego de prometer que se trasladaría a Inglaterra. Junto con unos pocos amigos italianos, se mudaron a Londres en enero de 1837, viviendo en condiciones de suma pobreza.

### Exilio en Londres

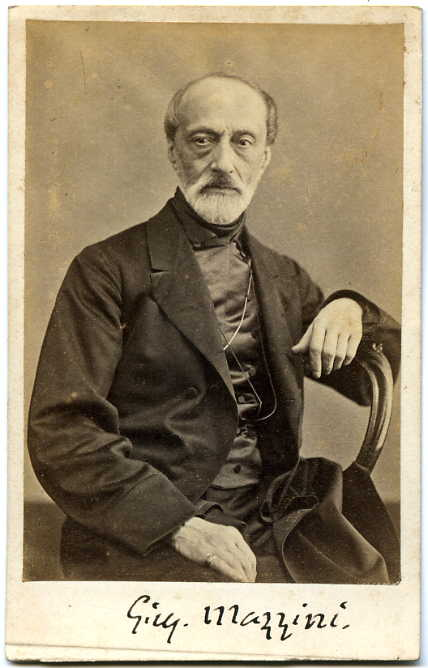
Fotografía de Mazzini, por Domenico Lama.

El 30 de abril de 1837, Mazzini reformó en Londres la Giovine Italia, y el 10 de noviembre comenzó a publicar el Apostolato Popolare (Apostolado Popular). Una sucesión de intentos fallidos para promover revueltas y levantamientos en Sicilia, Abruzzi, Toscana y Lombardía-Venecia descorazonaron a Mazzini durante un período que se extendió hasta 1840. Sidoli también lo abandonó, para regresar a Italia junto con sus hijos. El apoyo de su madre motivó a Mazzini a fundar varias organizaciones cuyos objetivos eran la unificación o la liberación de otras naciones, a semejanza de la Giovine Italia: la Joven Alemania, la Joven Polonia o la Joven Suiza, que estaban bajo el esquema de la Joven Europa. También en 1841 fundó en Londres una escuela italiana para gente pobre. Desde Londres, envió un gran número de cartas a sus agentes en Europa y Sudamérica, y estableció lazos amistosos con Thomas y Jane Welsh Carlyle. El movimiento de la Joven Europa también inspiraría a un grupo de jóvenes cadetes militares y estudiantes turcos, los cuales posteriormente se autodenominaron los «Jóvenes Turcos».
En 1843 organizó otra revuelta en Bolonia, que atrajo la atención de dos jóvenes oficiales de la Marina austríaca: Attilio y Emilio Bandiera. Con apoyo de Mazzini, desembarcaron cerca de Cosenza, en el Reino de Nápoles, pero fueron arrestados y ejecutados. Mazzini acusó al Gobierno británico de haber pasado información sobre esta expedición a los napolitanos, y el Parlamento británico investigó el tema. Cuando, finalmente, el home secretary James Graham admitió que su correspondencia privada había sido abierta, y que el Foreign Office (de manera directa el secretario de Relaciones Exteriores, George Hamilton-Gordon) había informado de su contenido a los austríacos (a través de barón Philipp von Neumann) y al Gobierno de Nápoles, Mazzini ganó popularidad y apoyo de los liberales británicos, quienes protestaron en forma airada por esta violación por parte del Gobierno de su correspondencia privada.
En 1847 volvió a mudarse a Londres, desde donde le envió una extensa «carta abierta» al papa Pío IX. Sus reformas aparentemente liberales le habían dado el estatus de un posible paladín de la unificación de Italia; sin embargo, el papa no le respondió. Asimismo fundó la Liga Internacional Popular. En marzo de 1848, Mazzini se encontraba en París, desde donde lanzó una nueva asociación política: la Associazione Nazionale Italiana.
Mazzini creía que la unificación italiana solo podría alcanzarse mediante un levantamiento popular. Continuó plasmando este propósito en sus obras y trató de conseguirlo a través del exilio y la adversidad con inflexible constancia. No obstante, su importancia fue más ideológica que práctica: tras el fracaso de las revoluciones de 1848-49 —durante las cuales Mazzini se convirtió en el líder de la efímera República Romana—, los nacionalistas italianos empezaron a mirar al rey del Piamonte y su primer ministro, el conde de Cavour, como los directores del movimiento unificador. El general Giuseppe Garibaldi, un joven seguidor de Mazzini, también desempeñó un papel crucial en el camino hacia el Estado italiano, pero este reino distaba mucho de ser la república anhelada por Mazzini.

### Las revueltas de 1848-49
El 7 de abril de 1848, Mazzini llegó a Milán, cuya población se había alzado contra la guarnición austríaca y había establecido un Gobierno provisional. La primera guerra de independencia italiana, comenzada por el rey piamontés Carlos Alberto buscando beneficiarse de las circunstancias favorables en Milán, terminó en un rotundo fracaso. Mazzini, que nunca había sido popular en la ciudad porque proponía que Lombardía se convirtiera en una república, en lugar de juntarse con el Piamonte, abandonó Milán. Se unió a las fuerzas irregulares de Garibaldi en Bérgamo y se desplazó a Suiza junto con él.
El 9 de febrero de 1849 se proclamó en Roma la República, mientras que el papa Pío IX ya había sido forzado a refugiarse en Gaeta el pasado noviembre. El mismo día del hecho, Mazzini llegó a Roma. El 29 de marzo fue designado triumviro de la nueva república, convirtiéndose pronto en el líder del Gobierno y mostrando buenas aptitudes administrativas en cuanto a reformas sociales. Sin embargo, cuando las tropas francesas convocadas por el papa dejaron en claro que la resistencia de las tropas republicanas, comandadas por Garibaldi, era en vano, Mazzini debió huir a Marsella en julio de 1849, desde donde pasó clandestinamente a Suiza.

### Nuevos exilios
El fracaso de las revueltas de 1848-1849 mostró la desorganización y desunión entre los liberales italianos, siendo que en dicho ambiente resultaba altamente improbable establecer de modo firme un régimen político como el buscado por Mazzini: basado en el liberalismo y en el republicanismo. Por el contrario, desde su exilio en Gran Bretaña, Mazzini pudo observar cómo el proyecto de la unificación italiana era asumido como propio por el Reino de Piamonte-Cerdeña, cuyo monarca, Víctor Manuel II, tomaba a su cargo las ideas liberales de su padre Carlos Alberto, quien había debido abdicar y exiliarse por presión de Austria.
A partir de 1852, Víctor Manuel II empezó a promover los movimientos en pro de la unificación italiana, siguiendo una política diseñada por su primer ministro el conde de Cavour, quien buscaba el apoyo de alguna gran potencia europea para esta causa, debido a la desproporción de fuerzas entre Austria y Piamonte-Cerdeña. No obstante, Mazzini desconfiaba de Cavour, pues este favorecía la creación de un Estado italiano unificado bajo una monarquía constitucional y rechazaba por completo el proyecto republicano-liberal, tan ansiado por Mazzini.

### Postergación y últimos años

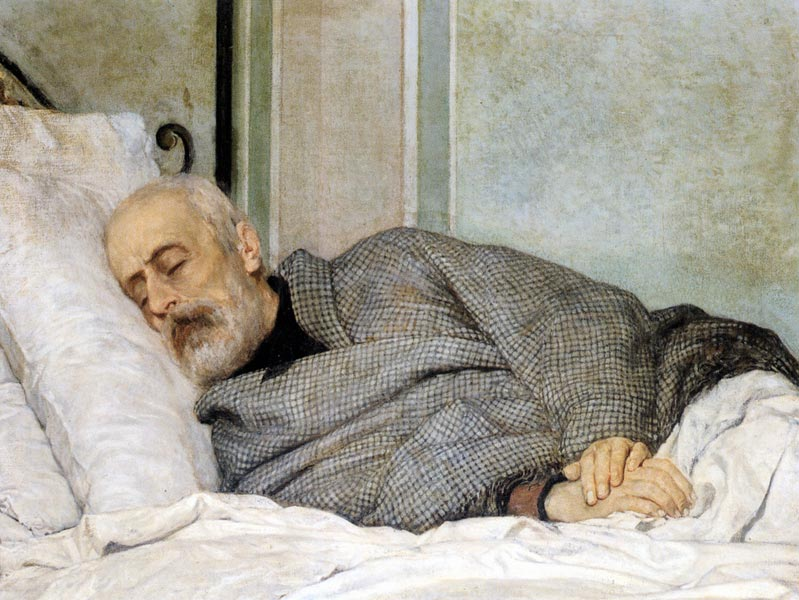
Los últimos momentos de Giuseppe Mazzini (1873), de Silvestro Lega, Rhode Island Museum of Art, Providence, EE. UU.

Relegado por los proyectos de Cavour y con pocos partidarios republicanistas dentro de Italia, Mazzini se mostró activo en conspiraciones desde el exterior, pero fracasaron dos rebeliones inspiradas por él en Mantua (1852) y Milán (1853). Mazzini condenó la intervención de Piamonte-Cerdeña en la guerra de Crimea en 1854, y logró volver a Italia en 1856, estableciendo su centro de operaciones en Génova. Desde allí promovió la rebelión republicanista del conde Carlo Pisacane en Calabria en julio de 1857, pero esta también fracasó por completo. De inmediato perseguido por la policía piamontesa tras la derrota de Pisacane, Mazzini debió exiliarse nuevamente, huyendo esta vez a Gran Bretaña.
Mazzini ya había perdido para entonces gran parte de su antiguo protagonismo en la unificación italiana, en tanto que la dirección de este movimiento había sido asumida por Cavour, quien colocaba como «líder natural» del mismo al rey Víctor Manuel II. Pese a esto, Mazzini volvió a Italia en 1860 para auxiliar a Garibaldi durante su Expedición de los Mil, pero su apoyo fue rechazado por el lugarteniente de Garibaldi, Giorgio Pallavicino. Si bien Mazzini logró unirse a Garibaldi en su expedición bélica contra Roma en 1862, entonces comprendió que sus ideales republicanos no tendrían lugar en la nueva situación política: el Reino de Italia había sido proclamado oficialmente en Turín ya en marzo de 1861, y, aunque Cavour había fallecido en junio de ese mismo año, Garibaldi se había vuelto un leal seguidor de la monarquía piamontesa. El mismo Partito d'Azione creado por Mazzini ya había sufrido la deserción de numerosos seguidores, y los remanentes se habían adherido por completo a Víctor Manuel II desde 1864, juzgando a la monarquía como la forma de gobierno idónea para llevar adelante la unificación. 
Disconforme por el rumbo que esta tomaba, Mazzini rechazó el escaño parlamentario que la casa de Saboya le ofreció en 1867. Arrestado en 1870 por la policía al ser acusado de incitar una revuelta en Sicilia, fue liberado por una amnistía en el mes de octubre, al celebrarse la entrada de las fuerzas piamontesas en Roma. Decepcionado, Mazzini partió voluntariamente a Londres, aunque retornó a Italia por su mala salud en febrero de 1872. Murió apenas un mes después en la ciudad de Pisa, por una infección pulmonar.

## No digáis «yo», decid «nosotros»
Giuseppe Mazzini llamó al pueblo a aglutinarse alrededor de la idea de Estado nación.[cita requerida] En su obra Los deberes del hombre: fe y porvenir, pidió al pueblo que pusiera el deber hacia el propio país por encima de los intereses individuales. El nacionalismo de Mazzini surgió a raíz de una crítica a los cambios políticos surgidos en la Europa del siglo anterior. La idea que respaldó dichos levantamiento será la de libertad, la cual se debía obtener por medio de los derechos individuales. Las masas trabajadoras esperaban que los derechos trajeran bienestar material.[cita requerida]
Mazzini creía que una mayor libertad no había supuesto una mejora de las condiciones de los trabajadores; pese a la expansión de la riqueza y del comercio, el desarrollo económico solo había beneficiado a algunos privilegiados. Para él, la mera aspiración a los derechos individuales planteaba dos problemas. Primero, la libertad era una «ilusión y amarga ironía» para la mayoría, que no estaban en condiciones de ejercerla; por ejemplo, el derecho a la educación era simple entelequia para quienes no tenían recursos ni tiempo para estudiar. Y, segundo, la lucha en favor de intereses materiales provoca que la gente se pisoteara mutuamente, debilitando así los lazos comunes del género humano.[cita requerida]
Giuseppe Mazzini asegura que los derechos vienen después del deber más alto que tenemos hacia la humanidad. Este deber exige que las personas colaboren en metas comunes, pero sería difícil para una persona actuar solo con el fin de servir a la humanidad en toda su amplitud. En cambio, según Mazzini, Dios ha creado distintos países y ha separado a la humanidad en ramas. Un país es el «taller» a través del que la persona puede servir al género humano. Es el deber hacia el país y, por lo tanto, el pensar ya no en términos de «yo», sino de «nosotros» lo que conectará a las personas en ese colectivo mayor que es la humanidad. Para él, un país es mucho más que un grupo de personas en una zona geográfica: es una asociación fraternal de personas. Sus ideas inspiraron los alzamientos revolucionarios de 1848 en Europa, coincidiendo con el proceso de unificación de Italia como Estado y, más tarde, ya en el siglo xx, llevaron a los nacionalistas a su lucha anticolonialista.

## Críticas
En una entrevista que el periodista R. Landor hizo a Karl Marx para el New York World el 18 de julio de 1871, preguntado por si Mazzini pertenecía a la Asociación Internacional y su ideario, Marx negó con rotundidad; a su ver, las ideas de Mazzini no representaban «otra cosa que la vieja idea de una república de clase media» («nothing better than the old idea of a middle-class republic» —esto es: 'burguesa'—). Especialmente luego de las revoluciones de 1848, Marx creía que el punto de vista de Mazzini de clase media era reaccionario y que el proletariado nada tenía que ver con el mismo. En otra entrevista, Marx se refirió a Mazzini como «ese idiota recalcitrante».
Miguel de Unamuno, en su libro Cómo se hace una novela, se refiere a Mazzini diciendo: «La poesía de Mazzini era la historia, su historia, la de Italia, que era su madre y su hija».